# Rhytidodus wagneri
Rhytidodus wagneri är en insektsart som beskrevs av Dlabola 1965. Rhytidodus wagneri ingår i släktet Rhytidodus och familjen dvärgstritar. Inga underarter finns listade i Catalogue of Life.